# 榎木孝明
榎木 孝明（えのき たかあき、1956年〈昭和31年〉1月5日 - ）は、日本の俳優・水彩画家。鹿児島県伊佐郡菱刈町（現：伊佐市）出身。

## 来歴・人物
幼少の頃は、独りで絵を描くのが好きな目立たない大人しい子どもだったという。しかし、そんな息子の軟弱さを許せない父親から厳しく鍛えられたという。その一環として薩摩藩を中心に伝わった古流剣術・示現流の指南を受け、腕を磨いた。流派の教えは芸能界に入ってからも生きており、「どんな仕事でも決して手抜きはしない。言い訳はしない。たとえ自分が悪くなくても全て自分が引き受けよう。たとえ損をしても後からくる得が大きい」という心構えで仕事に臨むという。
鹿児島県立大口高等学校を卒業後、絵が好きだったことから武蔵野美術大学に進学。在学中、アルバイトで芝居を経験し、没頭した。20歳の時に父が肺癌で急死。1978年劇団四季の研究生になり大学を3年次で中退。四季の同期には声優の速水奨がいた。1984年、連続テレビ小説『ロマンス』でテレビデビューを果たして以来、舞台やテレビ、映画、ラジオ等様々な分野で活躍している。
水彩画家としての一面もあり、北海道美瑛町、大分県九重町、鹿児島市にアートギャラリーを設けている。特に風景画を得意としており画集を出版するほか、切手や絵葉書の図案に採用されたこともある。日本国内はもとより、インドやネパール等の国を旅をして風景を描き止めている。描いた水彩画は2020年までに8000点近い。
特技は上述のとおり古武術。現場では共演者・スタッフを気功にて一瞬のうちにひっくり返してみせるというお茶目な一面もあり、絵画個展のファンクラブ会員限定の茶話会でも、実技を行ったことがある。テレビ番組で介護に古武術の体術を応用した「古武術介護」を実演したこともある（インターネットでも画像による解説がある）。
2019年の映画『みとりし』公開後、看取り士の資格を取得した。

### 料理と「不食」
実家は米と野菜、茶、味噌をつくっており食に困ったことはなく、父親がお茶も自分で入れない人だったことを反面教師として料理は得意であった。上京後の浪人・在学中はアパートで学生仲間3-4人から食費を集めて料理を作っていた。出されたものは何でも残さず食べる信条で、ヒマラヤ行きでは現地住民と同じバター茶やヤギ乳を、中央アジア行では遠来の客へのもてなしとして出された羊の頭部の丸煮きを食した。
後述するように、断食（不食）に挑戦したことがある。きっかけは映画『アダン』出演時、五十嵐匠監督より「こんな感じで」と、モデルとなった画家田中一村のあばら骨や眼球が浮き出た写真を見せられたこと。固形物を2週間食べず15キログラム痩せたが、感覚は却って研ぎ澄まされる経験をした。
2015年6月18日、フジテレビの情報番組『とくダネ!』の中で、30日間の不食を公表した。体重を80キログラムから71キログラムに落とした様子を、自身のフェイスブックで「不食ノート」として公表した。完全な不食でなく、医師に血液検査を受けながら飴や砂糖入りコーヒーを摂った。夜は記録カメラ付きの病院の一室で寝たものの、昼は普段通り仕事をした。体重は9キログラム減り、腰痛と膝痛は改善。集中力が増して目覚めがすっきりして、古武術の稽古では身体が軽くなったという。終えた後は妻がつくったけんちん汁を食した。

### 家族
榎木本家は寛政の頃には大地主であり、小触（こぶれ：藩からの命令を村落に伝える役目）をしていた。しかし、孝明の祖父の代に山師からの金鉱山開発の儲け話に乗ってしまい、金を得る事が無いまま全財産を失い菱刈を出る。ちなみに、菱刈鉱山は祖父が掘った坑道の100m下にある。孝明の父、孝志は吉松に住んでいた兄を頼り、師範学校に通うも、榎木家の稼ぎ頭同腹の長男が結核で死亡した為、卒業を待たずに代用教員になる。更に徴兵されて台湾に渡るが、そこで結核に倒れ、回復するも兵器の修理要員となり前線に出ることなく第二次世界大戦終戦を迎えた。ちなみに、孝志が最初に配属された部隊はフィリピンで大勢の犠牲者を出しており、台湾に居る間に榎木家の男子は結核や戦場で孝志の父の前妻の次男を除いて死亡した。戦後は吉松で教員になり、赴任先の学校で台湾で自分を看病していて恋仲になった女性の姉と出会い、彼女の方から好意を寄せられ、彼女の血判付きの恋文を、居候先であった先述の腹違いの兄の嫁が宛て先を確認せずに封を切ってしまった上に、それを孝志本人の手に渡す前に親戚近所に触れ回った事もあって、孝志は彼女と結婚することになった、という。孝明が生まれた後に孝志は菱刈に土地を買い、そこに移住した。

## 出演

### 浅見光彦
1995年から、フジテレビ系ドラマ『浅見光彦シリーズ』に主役の浅見光彦役として出演する。この浅見光彦役は周囲から当たり役であると評されたといい、同シリーズの原作者である内田康夫も榎木を「新作を書くたび、榎木くんの顔が浮かんで邪魔をする」と高く評価した。2002年に年齢を理由として榎木自ら浅見光彦役から退くことを表明した際（後任の浅見光彦役は中村俊介）、内田の希望により2003年からは光彦の兄で警察庁刑事局長である浅見陽一郎役として、引き続き同シリーズに出演した。2022年から開始された岩田剛典主演のテレビ東京版『浅見光彦シリーズ』では「軽井沢のセンセ」こと原作者の内田康夫役で出演している。
榎木はシリーズ化4年前の1991年に映画『天河伝説殺人事件』で浅見役を演じたが、出演を機に小説を読み始めたところ、その性格があまりに自分とそっくりで、自分の事を書いているのではないかと驚いたとのこと。その後、神田明神で行われた映画のイベントで内田と初めて対面したが、初対面のはずなのに初めての感じがせず、ずっと以前から知っている人に逢えたという不思議な感覚に襲われたという。また、内田も榎木と対面した際「そこに浅見光彦がいる」と同様の感覚になったと語っている。

### 出演作リスト

#### テレビドラマ
- 連続テレビ小説（NHK総合）
  - ロマンス（1984年） - 加治山平七 役
  - かりん（1993年 - 1994年） - 間宮浩平 → 小森浩平 役
  - らんまん (2023年) - 塚田照徳 役
- 新大型時代劇 真田太平記（1985年 - 1986年、NHK総合） - 樋口角兵衛 役
- 時代劇シリーズ 長七郎江戸日記（日本テレビ系）
  - 第107話「とんぼ、ないた」（1986年9月16日） - 若林新之助 役
- 大河ドラマ（NHK総合）
  - 独眼竜政宗（1987年） - 大野治長 役
  - 太平記（1991年） - 日野俊基 役
  - 八代将軍吉宗（1995年） - 柳沢吉保 役
  - 毛利元就（1997年） - 渡辺勝 役
  - 武蔵 MUSASHI（2003年） - 吉岡清十郎 役
  - 功名が辻（2006年） - 浅井長政 役
  - 篤姫（2008年） - 肝付兼善 役
  - 八重の桜（2013年） - 井伊直弼 役
  - 真田丸（2016年） - 穴山梅雪 役
  - 麒麟がくる（2020年） - 山崎吉家 役
  - べらぼう〜蔦重栄華乃夢噺〜（2025年） - 徳川宗睦 役[8]
- 金曜（土曜、木曜）時代劇（NHK総合）
  - 新・腕におぼえあり〜よろずや平四郎活人剣〜（1998年9月） - 奥田伝之丞（菱沼惣兵衛） 役
  - 陽炎の辻〜居眠り磐音 江戸双紙〜（2007年 - 2010年1月、シリーズ3作とスペシャル1本） - 佐々木玲圓 役
- 火曜サスペンス劇場（日本テレビ系）
  - ペイパーハネムーン（1987年）
  - 女監察医・室生亜季子12・もう一つの血痕（1992年11月3日、東映） - 酒井警部 役
  - 森村誠一の夜行列車（1992年12月、彩の会）
  - 弁護士・朝日岳之助（2001年 - 2005年） - 兵藤圭太郎 役
- 水戸黄門（TBS系・C.A.L）
  - 第17部 第2話「血染めの直訴状・八王子」（1987年8月31日） - 惣太郎 役
  - 第43部 第19話「難問ぞろいの算術対決 -前橋-」（2011年11月28日） - 橋本胤通 役
- 愛無情（1988年、東海テレビ・フジテレビ系） - 神崎士郎 役
- 月曜ドラマランド（フジテレビ系）
  - ひな祭りスペシャル藤子不二雄の夢カメラ 第2話「さ・よ・な・らジゴロ」（1987年3月2日） - ジゴロ（庄司永建の青年期） 役
- 女ねずみ小僧 第8話「大流行! ねずみブランド」（1989年、フジテレビ系・C.A.L） - 清次郎 役
- 金田一耕助の傑作推理 薔薇王（1989年、TBS系）
- 世にも奇妙な物語 「笑う女」（1991年、フジテレビ系） - 西山孝史
- 新春時代劇スペシャル 寛永風雲録（日本テレビ系、1991年） - 丸橋忠弥 役
- 年末時代劇スペシャル 源義経（日本テレビ系、1991年） - 源頼朝 役
- 巌流島 小次郎と武蔵（NHK総合、1992年） - 細川忠利 役
- 女の言い分（1994年、TBS系） - 竹中正行 役
- 月曜ドラマスペシャル（TBS系）
  - 十津川警部シリーズ7・豪華特急トワイライト殺人事件（1995年1月2日） - 寝台特急「トワイライトエクスプレス」乗客・十津川省三が6年前に逮捕した凶悪犯・竹内耕三 役
  - 早乙女千春の添乗報告書6・湯布院湯けむりツアー殺人事件（1998年4月6日） - 石沢 役
- テレビ大阪開局15周年記念番組 米将軍吉宗に挑んだ男（1998年2月3日、テレビ東京系） - 徳川吉宗 役
- 郷土の偉人シリーズ（テレビ熊本）
  - ～未来を見つめた幕末の英傑～ 横井小楠（1998年11月3日） - 坂本龍馬 役[9]
  - 日本の食卓を変えた火の國の女 江上トミ（2006年11月5日） - 山田巌 役（特別出演）[10]
- 金曜エンタテイメント 京都食い道楽!古本屋探偵ミステリー（2002年、2004年、フジテレビ系） - 大黒文治郎 役
- 浅見光彦シリーズ（フジテレビ系） - 主演・浅見光彦 役（1995年 - 2002年 ※本人をモデルとした役でも登場） / 浅見陽一郎 役（2003年 - ）
- 時代劇ロマン 一絃の琴（2000年、NHK総合） - 市橋公一郎 役
- 新・星の金貨（2001年、日本テレビ系） - 間宮修介 役
- 渡る世間は鬼ばかり（TBS系） - 青山久光 役
- 月曜ミステリー劇場 名探偵キャサリン12・坂本龍馬殺人事件（2002年11月18日、TBS系） - 柳井秀嗣 役
- 南日本放送開局50周年記念番組 大いなる航海 軍医高木兼寛の280日（2003年、南日本放送） - 高木兼寛 役
- 新春ワイド時代劇（テレビ東京系）
  - 忠臣蔵〜決断の時（2003年） - 脇坂淡路守（脇坂安照） 役
  - 天下騒乱〜徳川三代の陰謀（2006年） - 桜井半兵衛 役
  - 忠臣蔵 瑤泉院の陰謀（2007年） - 仙石伯耆守 役
  - 徳川風雲録 八代将軍吉宗（2008年1月2日） - 間部詮房 役
  - 忠臣蔵〜その義その愛（2012年1月2日） - 奥田孫太夫 役
  - 影武者 徳川家康（2014年1月2日） - 風魔小太郎 役
  - 大江戸捜査網2015〜隠密同心、悪を斬る!（2015年1月2日） - 町村典膳 役
- 水曜ミステリー9（テレビ東京系）
  - 山村美紗サスペンス 看護師・戸田鮎子の推理カルテ（2012年7月11日） - 狩矢荘助 役
  - 捜査検事・近松茂道12（2012年8月22日） - 馬渕一郎 役
  - 鉄道警察官・清村公三郎10（2013年6月12日） - 芦田貴彦 役
  - さすらい署長 風間昭平11（2014年10月8日） - 白川陽一郎 役
  - 警視庁強行犯 樋口顕1（2015年2月25日） - 天童隆一 役
    - 警視庁強行犯 樋口顕 スペシャルドラマ（2023年6月26日）[11]
    - 警視庁強行犯係 樋口顕 -炎上-（2024年4月1日）[12]
    - 警視庁強行犯係 樋口顕 -遠火-（2024年11月25日〈予定〉）[13]

  - 無敵の法律事務所!弁護の鉄人 橘明日香（2015年6月3日） - 五十嵐正樹 役
- 篝警部補の事件簿シリーズ（2003年 - 2008年、テレビ東京系） - 主演・篝俊介 役
- 金曜時代劇 最後の忠臣蔵（2004年、NHK総合） - 徳川家宣 役
- 検事 沢木正夫シリーズ（2004年 - 2006年、TBS系） - 主演・沢木正夫 役
- 赤い運命（2005年、TBS系） - 吉野信人 役
- DRAMA COMPLEX たくさんの愛をありがとう（2006年4月4日、日本テレビ系） - 速見幸作 役
- 柳生十兵衛七番勝負 島原の乱 第5回「戒めの剣」（2006年5月11日、NHK総合） - 青山外記 役
- 京都地検の女 第3シリーズ 最終話「鶴丸検事、20年目の運命の再会…同級生は殺人犯で被害者!? チェッカーズの名曲が暴く家庭崩壊の秘密と嘘」（2006年6月22日、テレビ朝日系） - 和田英太郎 役
- 月曜ゴールデン 弁護士高見沢響子8（2006年11月6日、TBS系） - 澤村茂樹 役
- 逃亡者 おりん（2006年 - 2007年、テレビ東京系） - 植村道悦 役
- 悪魔が来りて笛を吹く（2007年、フジテレビ系） - 椿英輔子爵 役
- NHKスペシャル（NHK総合）
  - NHKスペシャル 鬼太郎が見た玉砕〜水木しげるの戦争〜（2007年8月12日放送） - 木戸参謀 役
  - 未解決事件 File.09『松本清張と帝銀事件』（2022年12月29日放送） - 平沢貞通 役[14]
- 金曜時代劇 密命 寒月霞斬り（2008年、テレビ東京系） - 主演・金杉惣三郎 役
- 土曜ワイド劇場（テレビ朝日系）
  - 京都殺人案内31（2008年、朝日放送） - 北島勇 役
  - おとり捜査官・北見志穂15（2011年4月9日） - 加藤正俊 役
  - 法医学教室の事件ファイル33（2011年6月11日）
  - 終着駅の牛尾刑事VS事件記者・冴子13「家族の食卓」（2013年12月28日） - 金沢高一 役
  - 法医学教室の事件ファイル40（2015年2月14日） - 高野志郎 役
  - 救急救命士・牧田さおり10（2015年5月9日） - 上原浩介 役
- チーム・バチスタの栄光（2008年10月 - 12月、関西テレビ・フジテレビ系） - 黒崎誠一郎 役
- 警官の血（2009年2月、テレビ朝日系） - 笠井誠 役
- ザ・クイズショウ（2009年、日本テレビ系） - 田所治 役
- テレビ朝日開局50周年ドラマ 刑事一代 平塚八兵衛の昭和事件史（2009年、テレビ朝日系） - 平沢貞通 役
- 不毛地帯（2009年12月 - 2010年2月、フジテレビ系） - 李錫源会長 役
- 坂の上の雲（2009 - 2011年、NHK総合） - 森鷗外 役
- ヤマトナデシコ七変化（2010年2月20日、TBS系） - 織田忠長 役
- フジテレビ開局50周年記念ドラマ・わが家の歴史 （2010年4月10日、フジテレビ系） - 一之瀬 役
- チーム・バチスタ2 ジェネラル・ルージュの凱旋 （2010年5月、関西テレビ・フジテレビ系） - 黒崎誠一郎 役
- ドラマSP 警視庁取調官 落としの金七事件簿（2010年5月29日、テレビ朝日系） - 城所 役
- ホンボシ〜心理特捜事件簿〜（2011年1月 - 3月、テレビ朝日系） - 土井垣毅・刑事部長 役
- 霧に棲む悪魔（2011年4月 - 7月、東海テレビ・フジテレビ系） - 龍村玄洋 役
- 松本清張ドラマスペシャル 砂の器（2011年9月10日・11日、テレビ朝日系） - 辰井捜査一課長 役
- BS時代劇 塚原卜伝 第4回・第5回（2011年10月23日・30日、NHK BSプレミアム） - 奥津源三郎 役[15][16]
- 愛があるから -鹿児島の恋-（2011年、民視） - 岩崎社長 役（特別出演）
- ドラマスペシャル SP〜警視庁警護課II（2012年3月3日、テレビ朝日系） - 財津建雄 役
- 三毛猫ホームズの推理 第3話（2012年4月28日、日本テレビ系） - 永江英哉 役
- よる☆ドラ 眠れる森の熟女（2012年9月 - 10月、NHK総合）
- ドラマWスペシャル 尋ね人（2012年11月3日、WOWOW） - 内田安樹 役
- MONSTERS 第5話（2012年11月18日、TBS系） - 丸岡龍次郎 役
- 35歳の高校生（2013年4月 - 6月、日本テレビ系） - 野田芳男 役
- ぴんとこな（2013年7月 - 9月、TBS系） - 澤山咲五郎 役
- ドラマスペシャル 明日のマドレーヌ（2013年7月27日、テレビ東京系） - 戸川拓郎 役
- 花咲舞が黙ってない 第1シリーズ（2014年4月 - 6月、日本テレビ系） - 辛島伸二朗 役
- 赤と黒のゲキジョー ヤバい検事 矢場健〜ヤバケンの暴走捜査〜4（2014年11月14日、フジテレビ系） - 弥富天馬 役
- 土曜ドラマ ダークスーツ（2014年11月 - 12月、NHK総合） - 瀧信介 役
- 警部補・杉山真太郎〜吉祥寺署事件ファイル（2015年1月12日 - 3月23日、TBS系） - 鎌本義夫 役
- ドラマスペシャル 名探偵キャサリン（2015年9月5日、テレビ朝日系） - 西川鳳 役
- 相棒 season14 第1話 - （2015年10月14日 - 、テレビ朝日系） - 日下部彌彦 役
- 百年の計、我にあり（2016年1月3日、TBS系） - 広瀬宰平 役[17]
- 新春ドラマ特別企画 最強のオヤコ（2016年1月10日、毎日放送・TBS系） - 木谷修一 役
- 賢者の愛（2016年8月20日 - 9月10日、WOWOW） - 高中正吾 役
- 伝七捕物帳 最終話（2016年9月9日、NHK BSプレミアム） - 鳥居甲斐守 役
- 石川五右衛門（2016年10月14日 - 、テレビ東京系） - 前田玄以 役
- 越路吹雪物語（2018年、テレビ朝日系） - 松岡功 役
- 99.9-刑事専門弁護士- SEASON II（2018年1月14日 - 3月18日、TBS系） - 岡田孝範 役
- 日曜プライム（テレビ朝日系）
  - 復讐捜査〜警察犬と刑事の殺人追跡行〜（2018年5月6日） - 伊福部継匡 役
  - ドラマスペシャル 嫉妬（2020年8月16日） - 岡村忠之 役[18]
- ドラマスペシャル・東野圭吾 手紙（2018年12月19日、テレビ東京） - 中条浩臣 役
- よつば銀行 原島浩美がモノ申す!〜この女に賭けろ〜 第7話・第8話（2019年3月4日・11日、テレビ東京系） - 桜庭拓真 役
- 柳生一族の陰謀（2020年4月11日、NHK BSプレミアム） - 小笠原玄信斎 役
- 今野敏サスペンス 機捜235（2020年4月24日、テレビ東京系） - 天童隆一 役[19][20]
- 月曜プレミア8（テレビ東京系）
  - 当番弁護士 梶原藤子の事件ファイル2（2021年10月4日） - 本多憲一 役
  - 浅見光彦シリーズ (テレビ東京のテレビドラマ) - 軽井沢のセンセ 役[21][22]
    - 内田康夫サスペンス 浅見光彦 軽井沢殺人事件（2022年2月28日）
    - 内田康夫サスペンス 浅見光彦 源氏物語殺人事件（2022年12月12日）
- 雲霧仁左衛門5 第1回・第2回（2022年1月14・21日、NHK BSプレミアム） - 藤巻直七郎 役
- 金曜8時のドラマ 今野敏サスペンス 機捜235×強行犯係 樋口顕（2023年1月27日 - 3月10日、テレビ東京系） - 天童隆一 役[23][注 1]
- Get Ready! 第8話（2023年2月26日、TBS系） - 真田博 役[24]
- 赤い霊柩車 FINAL〜弔の京人形〜（2023年3月17日、フジテレビ系） - 西崎朱 役[25]
- 無用庵隠居修行7（2023年9月28日、BS朝日4K） - 長谷川平蔵 役[26]
  - 無用庵隠居修行9（2025年9月23日〈予定〉、BS朝日4K）[27]
- 大岡越前スペシャル〜大波乱!宿命の白洲〜（2023年12月29日、NHK BS・BSプレミアム4K） - 中島隆碵 役[28]
- おいち不思議がたり第1話・2話（2024年9月1日・8日、NHK BS・BSプレミアム4K） - 鵜野屋直右衛門 役
- 月曜プレミア8 今野敏サスペンス「遠火」警視庁強行犯係・樋口顕（2024年11月25日、テレビ東京系） - 天童隆一 役

#### 映画
- 雪の断章 -情熱-（1985年、東宝） - 広瀬雄一 役
- 山下少年物語（1985年、東宝東和） - 林先生 役
- 幕末青春グラフィティ Ronin 坂本竜馬（1986年、東宝） - 伍平 役
- 暗号名 黒猫を追え! - 吉野年男 役
- 郷愁（1988年、ATG） - 平尾幹也 役
- 天と地と（1990年、角川春樹事務所、東映） - 上杉謙信 役
- BEST GUY（1990年、東映） - 梶谷哲夫 役
- 曖・昧・Me（1990年、東宝） - 久藤繁之 役
- 天河伝説殺人事件（1991年3月16日、角川春樹事務所、東映） - 浅見光彦 役
- 幕末純情伝（1991年、角川春樹事務所、松竹） - 松平容保 役
- 福沢諭吉（1991年、東映） - 奥平外記 役
- わが愛の譜 滝廉太郎物語（1993年、東映） - 島崎藤村 役
- タオの月（1997年、松竹） - 角行 役
- 時をかける少女（1997年、角川春樹事務所）
- ガラスの脳（2000年、日活） - 斐川広明 役
- 老親（2000年、パオ=「老親」制作委員会） - 隅田信重 役
- 伊能忠敬 子午線の夢（2001年、東映） - 高橋至時 役
- ムルデカ17805（2001年、東宝） - 片岡大尉 役
- サウラビ（2002年、ブエナビスタ・インターナショナル・コリア） - 安藤 役
- 仔犬ダンの物語（2002年、東映） - 森下祥隆 役
- スパイ・ゾルゲ（2003年、スパイ・ゾルゲ製作委員会、東宝） - 近衛文麿 役
- 風の絨毯（2003年、ソニーピクチャーズ・エンタテインメント） - 永井誠 役
- 地球交響曲 ガイア・シンフォニー - ナレーション
- HAZAN（2003年、映画波山製作委員会） - 板谷波山 役
- アダン - 田中一村 役
- 風のダドゥ - 楠田達夫 役
- 春の雪（2005年、東宝） - 松枝侯爵 役
- 渋谷物語（2005年、東映） - 藤原達夫 役
- 蒼き狼 〜地果て海尽きるまで〜（2007年、松竹） - デイ・セチェン 役
- 長州ファイブ（2007年、リベロ） - 毛利敬親 役
- チェスト！（2008年、ピーズ・インターナショナル） - 成松秀峰 役
- Dear Heart-震えて眠れ-（2009年）
- 半次郎（2010年） - 中村半次郎（桐野利秋） 役
- 桜田門外ノ変（2010年、東映） - 武田耕雲斎 役
- 婚前特急（2011年） - 三宅正良 役
- シェアハウス（2011年）
- 源氏物語 千年の謎（2011年） - 桐壺帝 役
- 大奥〜永遠〜［右衛門佐・綱吉篇］（2012年） - 阿久里 役
- いしゃ先生（2016年、キャンター） - 志田荘次郎 役
- 十字架（2016年、アイエス・フィールド） - 田原昭之 役
- スクール・オブ・ナーシング（2016年） - 古村明 役[29]
- セーラー服と機関銃 -卒業-（2016年） - 星嗣夫 役[30]
- 帝一の國（2017年）
- きばいやんせ！私（2019年、アイエス・フィールド） - 町長 役
- みとりし（2019年、アイエス・フィールド） - 柴久生 役[31]
- みをつくし料理帖（2020年、東映） - 駒澤弥三郎 役[32]
- 天外者（2020年12月11日、ギグリーボックス） - 島津斉彬 役
- 信虎（2021年11月） - 上杉謙信 役
- 峠 最後のサムライ（2022年6月17日） - 川島億次郎 役[33]
- 島守の塔（2022年7月22日） - 牛島満（陸軍中将・第三十二軍司令官）役
- おしょりん（2023年11月3日、KADOKAWA）[34]
- サラリーマン金太郎（ライツキューブ） - 大和守之助 役[35]
  - 【暁】編（2025年1月10日）
  - 【魁】編（2025年2月7日）

#### 配信ドラマ
- ウルトラマンオーブ THE ORIGIN SAGA（2016年12月26日 - 2017年3月13日、Amazon Prime Video） - ライゴウ 役

#### 舞台
- オンディーヌ
- アルト・ハイデルベルク
- 黒蜥蜴
- カルメン
- 夢千代日記
- リア王
- 雪国
- ピカレスク黙阿弥
- 胡桃・私が愛したハムレット
- 夏しぐれ
- 墨東綺譚
- 幕末2001
- 大奥 月光院物語 愛しき人
- 初雪の朝
- プワゾンの匂う女
- 名探偵「浅見光彦」オーディオシアター「天河伝説殺人事件」
- いのうえmeetsシェイクスピア「リチャード三世」
- 相思双愛
- カルテット!
- サンソン－ルイ16世の首を刎ねた男－（2021年・2023年）
- アルトゥロ・ウイの興隆（2021年）
- 桜文（2022年） - 紙問屋・四禄屋 西条宋次郎 役[36]
- ジャンヌ・ダルク（2023年） - コーション司教 役[37][38]
- 浅見光彦シリーズ 舞台 後鳥羽伝説殺人事件（原作：内田康夫、脚本：野口大輔、演出：鼓太郎、2024年5月4日 - 7日、伝承ホール） - ナレーション[39]

#### ラジオ
- 光る壁画（1984年11月23日、NHKラジオ第1）[40]
- ふたりの部屋 グリーン・レクイエム（1985年2月11日 - 15日、NHK-FM） - 嶋村信彦 役
- アドベンチャーロード 無限への崩壊（1986年1月20日 - 30日、NHK札幌） - ケン 役
- 全薬工業 ヘルシーサンデー 地井武男の音楽旅行（2012年6月、文化放送） ※地井武男の代役
- すっぴん!（2019年9月9日・9月17日、NHKラジオ第1）[41][42]

#### ゲーム
- 春ゆきてレトロチカ（2022年5月12日、スクウェア・エニックス） - 四十間了永 役[43]

#### ドキュメンタリー
- ソ連領シルクロード冒険（1991年、フジテレビ）
- 南米パンタナール3000キロ（1992年、フジテレビ）
- 感動エクスプレス 心よみがえるインド（1992年、フジテレビ）
- チベット夢呼吸（1993年、フジテレビ）
- 榎木孝明の大冒険!（1994年、フジテレビ）
- ヒマラヤ5000年 時空の花園（1998年、テレビ朝日）
- 榎木孝明の薬草マンダラ紀行（1999年、富山テレビ製作・フジテレビ系放映）
- 榎木孝明が描く風景 日本の世界遺産（2004年 - 2007年、BSジャパン）
- 趣味悠々・おくのほそ道を歩こう（2007年、NHK教育）
- 榎木孝明が歩く神々と民の里 戸隠（2009年、テレビ信州）
- 経済ドキュメンタリードラマ ルビコンの決断（2010年、テレビ東京）
- いい旅・夢気分 （2011年・2012年7月11日、テレビ東京） ※2012年の回は夫婦で箱根を旅行
- にっぽん原風景紀行（2011年10月、BSジャパン）

#### CM
- アサヒビール 「スーパーイースト」
- 飯田産業
- 健康の森
- 焼酎・ハイからさんの黒麹造り
- 東京ガス（2011年）
- 味の素ゼネラルフーヅ  マキシム「トップグレード ハイブリッドコーヒー」（2013年）

#### セル版
- 夕映えのみち - 教材用VHS 製作 兵庫県人権啓発協会・東映

## 著作

### 書籍
- 鷹の道
- チベットの碧
- スールー漂海
- 水と緑と光の大地
- ヒマラヤ物語
- 空の詩
- 風の人
- 風の瞳
- 光と闇の交差点
- 旅の面影
- 心は風のままに（イラスト+エッセイ集）
- 東京散歩
- 東京賛歌
- 風の旅、心の旅
- 自分への旅
- いい加減なスケッチのすすめ（水彩画集+教則本）
- ギリシャの風に吹かれて（水彩画+写真集）
- ロケ地の情景 日本の世界遺産
- もっといい加減なスケッチの旅（水彩画集+教則本）※『いい加減なスケッチのすすめ』の続刊
- 宇宙一切を救うアセンション・プロセス（エハン・デラヴィとの共著）
- 30日間、食べることやめてみました（2015年10月14日、マキノ出版）[44]

### CDアルバム
- 空飛ぶ鯨（朗読・歌つき）

### はがき
- あじわいの町 神田（本人の水彩画入り額面50円の郵便はがき）旧神田区内特定郵便局で販売
- 屋久島宮之浦岳・屋久杉と種子島 （本人の水彩画入り平成15年用寄附金付年賀はがき）鹿児島県内の郵便局等販売[45]